# Unlicense

logo de sense llicència

La Unlicense és una llicència equivalent al domini públic per a programari que proporciona una renúncia al domini públic amb una llicència alternativa similar al domini públic, similar a la CC Zero per a obres culturals. Inclou llenguatge utilitzat en projectes de programari anteriors i se centra en un missatge anti-drets d'autor.

## Termes de llicència
El text de la llicència sense llicència és el següent:
```
Aquest és programari lliure i sense restriccions publicat al domini públic.

Qualsevol persona és lliure de copiar, modificar, publicar, utilitzar, compilar, vendre o
distribuir aquest programari, ja sigui en forma de codi font o com a compilat
binari, per a qualsevol propòsit, comercial o no comercial, i per qualsevol
significa.

En jurisdiccions que reconeixen les lleis de drets d'autor, l'autor o els autors
d'aquest programari dedica tots els drets d'autor a
programari al domini públic. Fem aquesta dedicació en benefici del
del públic en general i en detriment dels nostres hereus i
successors. Pretenem que aquesta dedicació sigui un acte manifest de
renúncia a perpetuïtat de tots els drets presents i futurs sobre aquest
programari segons la llei de drets d'autor.

EL PROGRAMARI ES PROPORCIONA "TAL QUAL", SENSE GARANTIA DE CAP TIPUS,
EXPLÍCITES O IMPLÍCITES, INCLOSES, ENTRE D'ALTRES, LES GARANTIES DE
COMERCIABILITAT, IDONEÏTAT PER A UN PROPÒSIT PARTICULAR I NO INFRACCIÓ.
EN CAP CAS ELS AUTORS SERAN RESPONSABLES DE CAP RECLAMACIÓ, DANYS O
ALTRA RESPONSABILITAT, JA SIGUI EN UNA ACCIÓ CONTRACTUAL, EXTRACONTRACTUAL O D'ALTRA MANERA,
DERIVAT DE, A PART DE O EN RELACIÓ AMB EL PROGRAMARI O L'ÚS O
ALTRES OPERACIONS AMB EL PROGRAMARI.

Per a més informació, consulteu <https://unlicense.org>

```

## Recepció
La Free Software Foundation afirma que "tant les obres de domini públic com la llicència laxa proporcionada per la Unlicense són compatibles amb la GNU GPL."
Google no permet que els seus empleats contribueixin a projectes sota llicències equivalents de domini públic com ara Unlicense (i CC0), mentre que permet contribucions a projectes de PD amb llicència 0BSD i del govern dels EUA.
Entre els projectes destacats que utilitzen la llicència sense llicència s'inclouen youtube-dl, Second Reality, i el codi font del videojoc Gloom de 1995.

## Història
En una entrada publicada l'1 de gener ( Dia del Domini Públic ) de 2010, Arto Bendiken, l'autor de la Unlicense, va exposar les seves raons per preferir el programari de domini públic, és a dir: la molèstia de tractar amb els termes de la llicència (per exemple, la incompatibilitat de llicències ), l'amenaça inherent a la llei de drets d'autor i la impracticabilitat de la llei de drets d'autor.
El 23 de gener de 2010, Bendiken va fer un seguiment de la seva publicació inicial. En aquesta publicació, explicava que la llicència sense llicència es basa en la renúncia als drets d'autor de SQLite amb la declaració de no garantia de la llicència MIT. Després va repassar la llicència, comentant cada part.
En una entrada publicada el desembre de 2010, Bendiken va aclarir encara més què significa "llicenciar" i "desllicenciar" programari.
El desembre de 2010, Mike Linksvayer, el vicepresident de Creative Commons en aquell moment, va escriure en una conversa a identi.ca "M'agrada el moviment" en parlar de l'esforç Unlicense, considerant-lo compatible amb els objectius de la llicència CC Zero (CC0), publicada el 2009. L'1 de gener de 2011, Bendiken va revisar el progrés i l'adopció de la llicència sense llicència, dient que era "difícil donar estimacions de l'adopció actual de la llicència sense llicència", però que hi havia "molts centenars de projectes que utilitzaven la llicència sense llicència".
El gener de 2012, quan es va discutir a la llista de correu de revisió de llicències d'OSI, la Unlicense va ser menyspreada com una llicència de llapis de cera. En particular, va ser criticat per ser possiblement inconsistent i no estàndard, i per dificultar que alguns projectes acceptessin codi sense llicència com a contribucions de tercers; deixar massa marge d'interpretació; i possiblement ser incoherent en alguns sistemes legals. El març del 2020 es va presentar una sol·licitud d'aprovació del document antic, que va conduir a una aprovació formal el juny del 2020, amb el reconeixement d'un "acord general que el document està mal redactat".
El 2015, GitHub va informar que aproximadament 102.000 dels seus 5,1 milions de projectes amb llicència (el 2% dels projectes amb llicència a GitHub.com) utilitzaven la llicència sense llicència.
Fins al 2022, el Projecte Fedora recomanava CC0 per sobre de la Unlicense perquè la primera és "un text legal més complet". Tanmateix, el juliol de 2022, la llicència CC0 va deixar de ser compatible i el programari que es publicaria a la distribució Fedora no havia d'estar sota CC0, ja que CC0 no renuncia als drets de patent.